# Квинсленд Лайонс
«Куинсленд Лайонс» — футбольный клуб из Брисбена, штат Квинсленд, Австралия.

## История
Клуб был основан в 1957 году как «Голландия-Инала», футбольный клуб голландских иммигрантов. С самого начала они базировались в пригороде Брисбена, Ричлэндс, где они играют и сейчас. В начале 1970-х годов все клубы должны были отказаться от «этнических» имен, и затем клуб стал называться «Брисбен Лайонс».
В 1977 году «Лайонс» были приглашены играть в Национальной футбольной лиге и играли в лиге как «Брисбен Лайонс» до конца сезона 1988 года. Бывшая легенда «Манчестер Юнайтед» и Северной Ирландии, Джордж Бест четыре раза выходил на поле за команду в 1983/84 сезоне. С 1989 года «Брисбен Лайонс» играли в Брисбен Премьер-лиге. После прихода к соглашению с вновь образованным клубом «Брисбен Лайонс» AFL они изменили своё название на текущее — «Куинсленд Лайонс».
В 2004 году было объявлено, что «Лайонс» завоевали право на участие в Премьер-Лиге. Играя под именем «Куинсленд Роар», они были снова представлены в Австралийской национальной лиге. Последующие изменения в структуре собственности «Роар» позволили «Квинсленд Лайонс» повторно участвовать в соревновании Брисбенского высшего дивизиона 1, где они будут продолжать играть в 2011 году после финиша на 9-м месте в 2010 году.
В клубе есть трое старших и трое младших команд, которые соревнуются в Женской Футбольной Лиге Брисбена. Лайонс содержат 38 юношеских команд, соревновавшихся в чемпионате BSDJSA в 2005 году.